# Bel Pozueta
Maria Isabel "Bel" Pozueta Fernández (Altsasu, 21 de setembre de 1965) és una sociòloga, sexòloga i educadora sexual navarresa. També ha estat coneguda als mitjans per la seva tasca com a portaveu del grup Pares d'Altsasu, creat pels pares dels joves acusats en el cas Altsasu. El 13 de març del 2019 EH Bildu va anunciar que Pozueta formaria part de la coalició en la llista per Navarra de les eleccions generals espanyoles del mateix any. Va ser escollida diputada d'EH Bildu a les eleccions generals de novembre de 2019 per la circumscripció de Navarra.

## Vida
Es va llicenciar en sociologia i va obtenir un màster en sexologia a l'Institut de Ciències Sexològiques de la Universitat d'Alcalá. Entre 1994 i 2006 va treballar com a educadora sexual al Centre d'Atenció de la Dona d'Etxarri-Aranatz. Experta en coeducació i en sexologia clínica, va col·laborar en moltes escoles de Navarra i Guipúscoa, i va ser col·laboradora en aquesta àrea al Govern Basc i al de Navarra, en un programa educatiu.
Ha estat ponent en cursos de formació per professors de prescolar i primària i ha participat en seminaris sobre sexologia, educació sexual i educació a tot Espanya. A més, ha treballat en el servei de sexologia per a joves de l'Ajuntament de Vitòria.

## Política
Tot i que no va participar activament en la política, a les eleccions parlamentàries de Navarra del 1999, Pozueta va ocupar el lloc 31 de la coalició Euskal Herritarrok i l'onzè a la llista de la plataforma Altsasuko Indarra -Força Altsasu- a les eleccions municipals de 2003.
Va signar un manifest a favor de completar una candidatura conjunta entre els quatre partits que van donar suport al Govern de Navarra a les eleccions generals espanyoles de 2015. Va participar en la iniciativa Gure Esku Dago a Altsasu, organitzant una consulta popular.
Bel Pozueta es va fer coneguda als mitjans de comunicació per ser la mare del jove Adur Ramírez de Alda, empresonat pel cas Altsasu. Des del començament del cas, va fer de portaveu de la plataforma Pares d'Altsasu, denunciant el seu estat en determinats mitjans de comunicació o en debats.
Es va passar a la política institucional el març del 2019, quan va ser a la llista d'EH pel Congrés en les eleccions generals espanyoles. En aquest sentit, la plataforma Pares d'Altsasu va declarar que no patrocinarien cap candidat en concret com a grup. Bel Pozueta va mostrar paraules d'agraïment a la resta de pares de la plataforma en el moment de la seva candidatura, afirmant que no es mantindrà com a portaveu malgrat seguir sent-ne membre.

## Vida personal
Bel Pozueta està casada amb Anton Ramirez de Alda amb qui té tres fills. Li agrada córrer i ha participat en diverses curses.